# Чжан Сяовэнь
Чжан Сяовэнь (кит. упр. 章晓雯; род. 24 февраля 1989, Шанхай) — китайская шахматистка, гроссмейстер среди женщин (2009).

## Биография
С 1999 по 2009 год многократно представляла Китай на юношеских чемпионатах мира по шахматам среди девушек в различных возрастных группах, на которых дважды заняла четвертое место: в 2003 в Калитее в возрастной группе U14 и в 2009 году в Пуэрто-Мадрин в возрастной группе U20.
В 2009 году заняла четвёртое место (за Шэнь Ян, Чжао Сюэ и Тань Чжунъи) в финале чемпионате Китая по шахматам среди женщин и в филиппинском городе Субик-Бей завоевала титул чемпионки на индивидуальном чемпионате Азии по шахматам среди женщин. В 2011 году стала чемпионкой Китая по шахматам, а в 2012 году на этом турнире стала вице-чемпионкой.
Участвовала в женских чемпионатах мира по шахматам:
- В 2010 году в Антакье в первом туре победила Лилит Мкртчян, а во втором туре проиграла Жуань Люфэй[5];
- В 2015 году в Сочи в первом туре проиграла Анне Ушениной[6].

Представляла Китай на двух командных чемпионатах мира по шахматам (2009—2011), где в командном зачёте завоевала золотую (2011) медаль, и на командном чемпионате Азии по шахматам среди женщин в 2012 году, где в индивидуальном зачёте завоевала серебряную медаль.